# Mo-dettes
Mo-dettes byla anglická dívčí hudební skupina. Založily ji v roce 1979 Kate Korris ze skupiny The Slits a Jane Crockford, která předtím působila v kapele The Bank of Dresden. Nejúspěšnější písní kapely byla „White Mice“ (singl z roku 1979). V listopadu 1980 vydaly na značce Deram Records své jediné dlouhohrající album The Story So Far. Kapela rovněž vydala několik dalších singlů, včetně coververze písně „Paint It Black“ od skupiny The Rolling Stones. Roku 1981 členky skupiny (pod názvem The Bomberettes) zpívaly vokály v písni „Fighter Pilot“ z alba Honi Soit velšského hudebníka a skladatele Johna Calea.